# CARIFORUM
Das Karibische Forum (CARIFORUM) ist eine Untergruppe der African, Caribbean and Pacific Group of States und dient als Grundlage für den wirtschaftlichen Dialog mit der Europäischen Union. Es wurde 1992 gegründet. Seine Mitgliedschaft umfasst die 15 Staaten der Karibischen Gemeinschaft (englisch Caribbean Community; Kurz: CARICOM), zusammen mit der Dominikanischen Republik. Im Jahr 2008 unterzeichneten sie ein Wirtschaftspartnerschaftsabkommen mit der Europäischen Union das 2013 in Kraft trat, obwohl Guyana und Haiti Vorbehalte geäußert hatten und nicht an der Unterzeichnungszeremonie teilnahmen. Spannungen innerhalb der Gruppe wuchsen über Fragen des Handels und der Einwanderung; die Dominikanische Republik äußerte mit der größten Volkswirtschaft der Gruppe Vorbehalte gegenüber ihrer aktuellen Struktur.

## Länderliste
| Ländernamen                    | ISO-ALPHA-2-CODE | Hinweis                                      |
| ------------------------------ | ---------------- | -------------------------------------------- |
| Antigua und Barbuda            | AG               |                                              |
| Bahamas                        | BS               |                                              |
| Barbados                       | BB               |                                              |
| Belize                         | BZ               |                                              |
| Dominica                       | DM               |                                              |
| Dominikanische Republik        | DO               |                                              |
| Grenada                        | GD               | einschließlich Südliche Grenadinen           |
| Guyana                         | GY               |                                              |
| Haiti                          | HT               | LDC; CARIFORUM-Abkommen noch nicht anwendbar |
| Jamaika                        | JM               |                                              |
| St. Kitts und Nevis            | KN               | St. Christoph und Nevis                      |
| St. Lucia                      | LC               |                                              |
| St. Vincent und die Grenadinen | VC               |                                              |
| Suriname                       | SR               |                                              |
| Trinidad und Tobago            | TT               |                                              |